# PNA Río Iguazú (GC-83)
EL PNA Río Iguazú (GC-83) fue una lancha de la Prefectura Naval Argentina Fue botada en 1978 y asignada en 1980. La GC-83 operó en la Guerra de Malvinas junto a su gemela GC-82 Islas Malvinas; el 22 de mayo de 1982 sufrió un ataque enemigo por parte de dos aviones Sea Harrier, que dejó un fallecido y tres heridos. La tripulación logró derribar uno de los jets, con una ametralladora Browning cal. 12,7mm. Luego, con la embarcación hundiéndose, lograron llegar a la costa, donde encallaron, arriaron el pabellón nacional, y retiraron del humeante interior del barco, la imagen de la Virgen Stella Maris, para que no sean hurtadas por los británicos.  

## Historia

### Primeros años

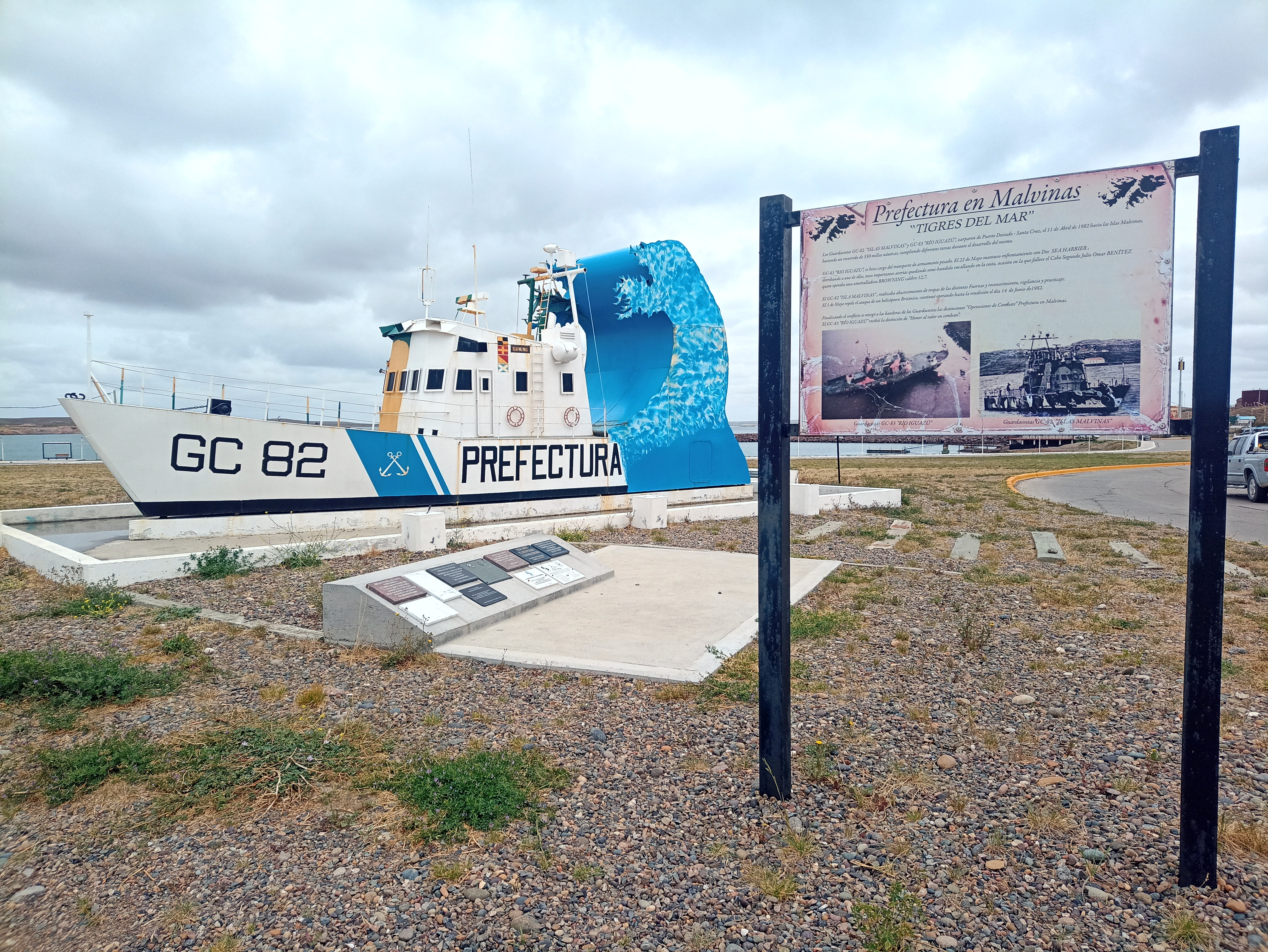
Replica de la lancha de combate con cartelería interpretativa en Puerto Deseado.

EntreBrowning cwningw,7mmn1979, para la Prefectura Naval, la Armada Argentina adquirió 20 lanchas guardacostas similares de clase Z-28 mediante un contrato con el astillero Blohm & Voss de Hamburgo, Alemania con un costo de 1.600.000 dólares estadounidenses. Por Disposición N.º 68 C/1979 del 12 de noviembre de 1979, recaída en el expediente S 2324 C/1979 (orden PNA P118/1979), se asignaron nombres, numerales y destinos a todas las lanchas adquiridas. Al GC-83 se le asignó el nombre de Río Iguazú y fue destinado al Servicio de Buques Guardacostas con asiento en el Puerto de Buenos Aires. Fue bautizado, afirmado un pabellón argentino e incorporado oficialmente al servicio el 4 de julio de 1980.
Su primer capitán fue designado en 1979. En territorio argentino se le incorporaron en popa dos ametralladoras Browning calibre 12.7 y armamento portátil. En sus primeros años prestó servicios en el patrullado de los ríos Paraná, Uruguay y de la Plata.

### Guerra de las Malvinas
Durante la guerra de las Malvinas de 1982, la Prefectura Naval Argentina intervino en cumplimiento de misiones en el Teatro de Operaciones Atlántico Sur con dos buques guardacostas, el PNA Islas Malvinas y el PNA Río Iguazú. Ambas naves zarparon de Buenos Aires, el 6 de abril, hacia el archipiélago malvinense sin tener instalados los cañones de proa de 20 mm para poder defenderse en caso de ataque. El 11 de abril pasaron por Puerto Deseado y de allí partieron finalmente hacia las islas, con la carga al máximo de su capacidad. Llegaron a las islas el 13 de abril, luego de romper el día anterior al bloqueo militar aeronaval impuesto unilateralmente por el Reino Unido en aguas circundantes a las islas. En total ambas naves hicieron unos 1.100 kilómetros de travesía, desde Buenos Aires a las islas, viajando al límite de su autonomía máxima y atravesando un mar abierto, pese a no ser muy aptas para tal fin. Ambas lanchas estaban armadas con sólo dos ametralladoras de 12,7 mm.
Al llegar a las islas, los dos buques fueron pintados y camuflados apropiadamente. Al principio se utilizaron en sus tareas específicas, pero luego realizaron trabajos habitualmente desempeñados por una marina de guerra. Junto con las embarcaciones más pequeñas del Apostadero Naval Malvinas de Puerto Argentino, vigilaron las vías marítimas de aproximación a la capital isleña. También lanzaron cargas subácuas antipersonales para prevenir acciones británicas en las proximidades de la localidad.
También ambos buques llevaron grupos de comandos a distintos puntos del archipiélago para contraarrestar posibles incursiones enemigas. El Río Iguazú desembarcó unos veinte infantes de marina en la isla de los Leones Marinos, donde hallaron depósitos de combustible de aviación y dos pistas de aterrizaje precarias en forma de cruz. Una tenía unos 800 metros de largo y otra unos 400.

### Ataque

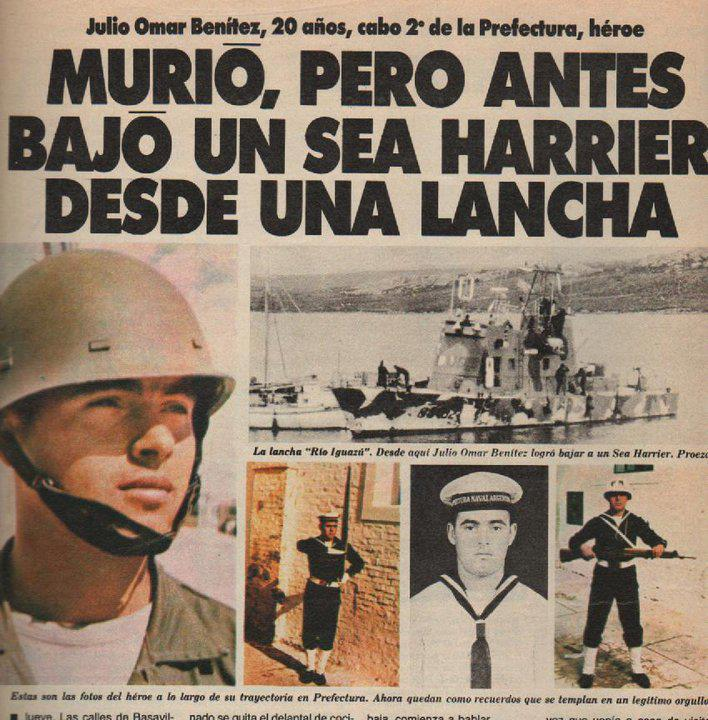
Publicación de los hechos en un periódico argentino.

El Río Iguazú fue atacado en la mañana del 22 de mayo de 1982 por dos aviones británicos Sea Harrier cuando transportaba personal y material del Ejército Argentino —dos obuses de 105 mm y 20 hombres— desde Puerto Argentino hacia Puerto Darwin, averiaron gravemente a uno de los aviones con ametrallamiento de sus Browning 12,7 mm de la popa. El ataque ocurrió en la isla León Marino. El barco, como consecuencia de las averías sufridas en el casco y un apopamiento grave por entrada de agua, fue encallado en la bahía Button a trece millas al este de Puerto Darwin, en aguas del seno Choiseul, disponiéndose su abandono ante la eventualidad de nuevos ataques, pues se encontraba prácticamente inutilizado. En ese momento el guardacostas estaba al mando del subprefecto Eduardo A. Olmedo.
Durante el combate perdió la vida el cabo segundo Julio Omar Benítez mientras operaba una ametralladora Browning 12,7 mm, resultando además heridos el oficial principal Oscar González Gabino, el ayudante de tercera Juan José Baccaro y el cabo segundo Carlos Bengochea. Todas las víctimas se encontraban en las ametralladoras del guardacostas. En esa oportunidad José Raúl Ibáñez, tomó la posición que ocupaba Benítez y repelió la agresión británica logrando derribar a uno de los aviones, que cayó al mar. Todo el personal fue evacuado por medio de helicópteros de la Fuerza Aérea Argentina a Puerto Darwin, donde el 24 de mayo a las 18:00 horas el cabo segundo Benítez fue inhumado con las honras fúnebres con el personal superior y efectivos del Ejército y de la Fuerza Aérea, además de los tripulantes del Río Iguazú. Benítez actualmente descansa en el cementerio de Darwin. Los dos obuses que transportaba pudieron ser rescatados.
El despiece del sector del buque destruido por el fuego puede verse en el Museo Naval de Tigre.

## Condecoraciones y homenajes
- El 22 de mayo de 1982 Julio Omar Benítez fue promovido post mortem al grado de cabo primero, distinguiéndose su accionar con la medalla Medalla al Muerto en Combate. Los heridos —ayudante de tercera, Juan José Baccaro y cabo segundo Carlos Bengochea—, fueron distinguidos con la condecoración Medalla al Herido en Combate por dicho decreto nacional 577/83. El cabo Ibáñez fue condecorado con la Cruz al Heroico Valor en Combate por el decreto nacional 577/83 sancionado el 15 de marzo de 1983.[9]

- Julio Omar Benítez también fue declarado «héroe nacional» por la ley 24 950 promulgada el 3 de abril de 1998, y modificada por la ley 25 424 promulgada el 10 de mayo de 2001,[10] junto con otros combatientes argentinos fallecidos en la guerra.

- Por la Disposición ASHI OO3 N.º 15/1997 —Expediente S- N.º 2439 cv /1997—, la Prefectura Naval Argentina otorgó en 1997 al Río Iguazú la condecoración «Prefectura en Malvinas». En el Día de la Afirmación de los Derechos Argentinos sobre las Malvinas de 1999, la Cámara de Senadores del Congreso Argentino rindió homenaje al Río Iguazú y a su tripulación, que estaba presente en el recinto.[3]

## Monumentos
- En virtud de la ordenanza municipal 52.225 de la Ciudad de Buenos Aires.[11] se erigió el 'Monumento Guardacostas en el cruce de Avenida de los Italianos y el boulevard Azucena Villaflor, en el barrio porteño de Puerto Madero. En la obra del artista entrerriano Andrés Oscar Mirwald, se representa al guardacostas "GC83 Río Iguazú", que entabló un combate aeronaval en el seno Choiseul durante la Guerra de las Malvinas de 1982.
- En la ciudad de Federación, provincia de Entre Ríos, se construyó una réplica del guardacostas "GC83 Río Iguazú", en homenaje a los caídos en la Guerra de Malvinas.[12][13]
- En la localidad fronteriza de Los Antiguos, provincia de Santa Cruz, el 22 de mayo de 2010 se inauguró un monumento alusivo al guardacostas GC-83, al conmemorarse 28 años del combate entre el "Río Iguazú" y los Sea Harrier británicos.
- En la localidad de Caleta Olivia, provincia de Santa Cruz, se construyó una representación simbólica del "Río Iguazú" para homenajear la participación de la Prefectura en Malvinas y honrar a los miembros participantes de la Gesta.
- En la costanera de Puerto Deseado se exhibe una réplica.